# Aleksandrs Čekulajevs
Aleksandrs Čekulajevs (Riga, 10 settembre 1985) è un ex calciatore lettone, di ruolo attaccante.

## Carriera

### Club

#### 1996-2005: giovanili e Alberts
Tra il 1996 e il 2001 Čekulajevs fa parte della squadra giovanili dell'Auda Riga, per poi passare all'AUDA Neo nel biennio 2001-2002, al Viola nel 2003, arrivando all'Olimps nel 2004, sempre nella capitale lettone. Nel 2005 si trasferisce all'Alberts Riga, società nella quale realizza 19 marcature.

#### 2006-2008: capocannoniere della seconda divisione lettone
Nel 2006 passa al Rīga, società che milita in Virslīga, primo livello del calcio lettone. La stagione si conclude con la salvezza per la società (che arriva penultima con 20 punti di vantaggio dall'ultima in classifica) e con 6 presenze ed 1 rete per l'attaccante. Nella stagione successiva si trasferisce in 1. Līga, seconda divisione lettone, all'Auda Riga. In questa stagione realizza 51 reti in 30 incontri di campionato divenendo capocannoniere del torneo: le sue reti non bastano né ad ottenere la promozione (la società giunge terza in campionato) né ad ottenere il miglior attacco del torneo (l'attacco dell'Auda Riga è il secondo più prolifico). Il Daugava Riga lo acquista nel 2008, per giocare la Virslīga 2008: segna 3 reti giocando 21 partite, il Daugava Riga finisce nel gruppo play-out e vince il proprio girone salvandosi dalla retrocessione.

#### 2008-2010: Repubblica Ceca, il ritorno al Daugava Riga e l'Islanda
Per la stagione 2008-2009 Čekulajevs si dirige in Repubblica Ceca per giocare con il Náchod-Deštné, società di terza divisione del calcio ceco. Nella squadra ceca realizza 11 marcature scendendo in campo in 18 occasioni. A fine stagione ritorna in patria al Daugava Riga, nuovamente in Virslīga: conta 6 presenze senza andare in rete. Nel 2010 il Vikingur Ólafsvík, società islandese che gioca in terza divisione, lo acquista. L'attaccante realizza 10 reti in 17 incontri di campionato portando l'UMF alla vittoria del torneo. In Coppa d'Islanda 2010 gioca il quarto turno contro il Fjarðabyggð, segnando una doppietta nel 3-2. Dopo aver superato lo Stjarnan ai quarti, la squadra perde in semifinale contro l'FH (3-1), futuri vincitori della competizione.

#### 2011: Trans Narva
Nel 2011 la società estone del Trans Narva lo acquista. Il 5 marzo Čekulajevs esordisce contro il Viljandi partendo da titolare ma l'incontro finisce 0-0. Alla seconda giornata si sblocca realizzando una rete contro il Kuressaare (4-0). Il 23 marzo realizza la prima tripletta all'Ajax Lasnamäe (7-0) per poi realizzare, contro gli stessi avversari, una quaterna il 14 giugno (0-7). Il lettone non si arresta e sempre contro l'Ajax Lasnamäe, il 13 agosto, sigla 6 reti nel 14-0 inflitto dai padroni di casa agli ospiti. Un mese dopo, contro il Viljandi, torna a segnare una tripletta (5-0). Il 24 settembre sigla un'altra tripletta, questa volta contro il Kalju (3-2) realizzando 5 reti nella giornata successiva, nuovamente contro l'Ajax Lasnamäe (0-12). A fine stagione conta 46 reti in 35 partite di campionato: ha vinto il titolo di capocannoniere del torneo, nessuno ha mai segnato così tante reti in una sola stagione di Meistriliiga. I secondi nella classifica dei marcatori Neemelo e Albert Prosa a pari merito, concludono la stagione con meno della metà delle reti siglate da Čekulajevs. Nonostante ciò, il Trans Narva è solo terzo in campionato, anche se con il miglior attacco della stagione. L'attaccante lettone è protagonista anche nella Coppa di Estonia, dove la squadra raggiunge la finale arrendendosi al Flora Tallinn (2-0), realizzando 2 reti in 3 incontri.
Tra giugno e luglio gioca da titolare sia l'andata sia il ritorno del primo turno preliminare di Europa League contro i macedoni del Rabotnički, senza andare a segno.
L'8 ottobre, nella Coppa di Estonia 2011-2012, realizza 4 marcature contro il Maardu (6-0). Durante la sua esperienza estone colleziona 41 presenze e 52 marcature.
Svincolatosi dal Trans Narva, balza agli onori della cronaca nel gennaio del 2012 divenendo il calciatore che ha realizzato più reti durante il 2011 e conducendo fino a gennaio la classifica della Scarpa d'oro 2012
Sfiora il titolo di miglior calciatore del campionato, superato dal solo Sergei Mošnikov.

#### 2012: Valletta e Lombard Pápa
Il 10 febbraio 2012 viene acquistato dai maltesi del Valletta FC. Il 17 dello stesso mese esordisce nella sfida di campionato contro il Balzan Youths siglando la prima delle due reti che permettono ai padroni di casa di ottenere il successo. Il 26 febbraio debutta anche in Coppa di Malta realizzando una doppietta contro il Mosta (3-1), nella partita valida per i quarti di finale. Il 13 marzo sigla la sua seconda doppietta nuovamente contro il Balzan Youths (2-7). Il 24 marzo marca l'ultima rete con la maglia del Valletta e il 14 aprile gioca il suo ultimo incontro con la società maltese. Vince il campionato maltese.
A fine stagione risulta dodicesimo nella classifica della Scarpa d'oro 2012, secondo per numero di marcature a pari merito con Cristiano Ronaldo a 46 reti, entrambi dietro a Lionel Messi, che in campionato ne segna 50.
Il 2 luglio si trasferisce agli ungheresi del Lombard Pápa. Il 19 agosto esordisce contro l'MTK (0-2).
In seguito tenta l'avventura nelle isole Far Oer, senza riscuotere troppo successo. Dopo due anni di inattività, il primo gennaio 2016 si ritira dal calcio professionistico.

## Statistiche

### Presenze e reti nei club
Statistiche aggiornate al 21 settembre 2014.
| Stagione            | Squadra             | Campionato          | Campionato | Campionato | Coppe nazionali | Coppe nazionali | Coppe nazionali | Coppe internazionali | Coppe internazionali | Coppe internazionali | Altre coppe | Altre coppe | Altre coppe | Totale | Totale |
| Stagione            | Squadra             | Comp                | Pres       | Reti       | Comp            | Pres            | Reti            | Comp                 | Pres                 | Reti                 | Comp        | Pres        | Reti        | Pres   | Reti   |
| ------------------- | ------------------- | ------------------- | ---------- | ---------- | --------------- | --------------- | --------------- | -------------------- | -------------------- | -------------------- | ----------- | ----------- | ----------- | ------ | ------ |
| 2005                | Alberts             | 1L                  | 20         | 19         | CL              | ?               | ?               | -                    | -                    | -                    | -           | -           | -           | 20     | 19     |
| 2006                | Rīga                | VL                  | 6          | 1          | CL              | ?               | ?               | -                    | -                    | -                    | -           | -           | -           | 6      | 1      |
| 2007                | Auda Riga           | 1L                  | 30         | 51         | CL              | ?               | ?               | -                    | -                    | -                    | -           | -           | -           | 30     | 51     |
| 2008                | Daugava Riga        | VL                  | 21         | 3          | CL              | ?               | ?               | -                    | -                    | -                    | -           | -           | -           | 21     | 3      |
| 2008-2009           | Náchod-Deštné       | ČFL                 | 18         | 11         | CR              | ?               | ?               | -                    | -                    | -                    | -           | -           | -           | 18     | 11     |
| 2009                | Jūrmala-VV          | VL                  | 6          | 2          | CL              | ?               | ?               | -                    | -                    | -                    | -           | -           | -           | 6      | 2      |
| Totale Daugava Riga | Totale Daugava Riga | Totale Daugava Riga | 27         | 5          |                 | ?               | ?               |                      | -                    | -                    |             | -           | -           | 27     | 5      |
| 2010                | Víkingur Ólafsvík   | 2D                  | 17         | 10         | CI              | 2               | 2               | -                    | -                    | -                    | -           | -           | -           | 19     | 12     |
| 2011                | Trans Narva         | ML                  | 35         | 46         | CE              | 3               | 2               | -                    | -                    | -                    | -           | -           | -           | 38     | 48     |
| 2012                | Trans Narva         | ML                  | 0          | 0          | CE              | 3               | 8               | UEL                  | 2                    | 0                    | -           | -           | -           | 5      | 8      |
| Totale Trans Narva  | Totale Trans Narva  | Totale Trans Narva  | 35         | 46         |                 | 6               | 10              |                      | 2                    | 0                    |             | -           | -           | 43     | 56     |
| gen.-giu. 2012      | Valletta            | PL                  | 6          | 4          | CM              | 1               | 2               | -                    | -                    | -                    | -           | -           | -           | 7      | 6      |
| lug.-dic. 2012      | Lombard Pápa        | NB1                 | 4          | 0          | CU+CLU          | 1+5             | 0+0             | -                    | -                    | -                    | -           | -           | -           | 10     | 0      |
| gen.-giu. 2013      | Zejtun Corinthians  | FD                  | 18         | 10         | CM              | ?               | ?               | -                    | -                    | -                    | -           | -           | -           | 18     | 10     |
| ago.-ott. 2014      | AB Argir            | F                   | 5          | 1          | -               | -               | -               | -                    | -                    | -                    | -           | -           | -           | 5      | 1      |
| Totale carriera     | Totale carriera     | Totale carriera     | 150+       | 158        |                 | 15+             | 14+             |                      | 2                    | 0                    |             | -           | -           | 169+   | 172+   |

## Palmarès

### Club
- 2. deild karla: 1

Ungmennafélagið Víkingur: 2010
- Premier League (Malta): 1

Valletta: 2011-2012

### Individuale
- Capocannoniere della 1. Līga: 1

2007 (51 gol)
- Capocannoniere della Meistriliiga: 1

2011 (46 gol)
- Miglior marcatore di massima divisione dell’anno IFFHS: 1

2011